# Sierra de Alhama
La Sierra de Alhama es un macizo montañoso situado entre las provincias españolas de Granada y Málaga, en la comunidad autónoma de Andalucía. La sierra hace de frontera natural entre la comarca de La Axarquía y la comarca de Alhama.

## Descripción
Ocupa una extensión de unos 36 km², que se extienden al oeste de la Sierra de Tejeda y al este del puerto de los Alazores. Alcanza una de las mayores cotas del complejo serrano de la zona, con una altitud de 1500 m s. n. m. en el pico de la Torca. Otros picos importantes son el Hoyo del Toro, de 1353 m s. n. m., el Cerro de Marchamonas, de 1272 m s. n. m., y el Morrón de la cuna, de 1222 m s. n. m.
En esta sierra se encuentra el Boquete de Zafarraya (992 m s. n. m.), puerto natural que constituye el más importante paso entre la Axarquía y la provincia de Granada.